# Margarete Luise Schick

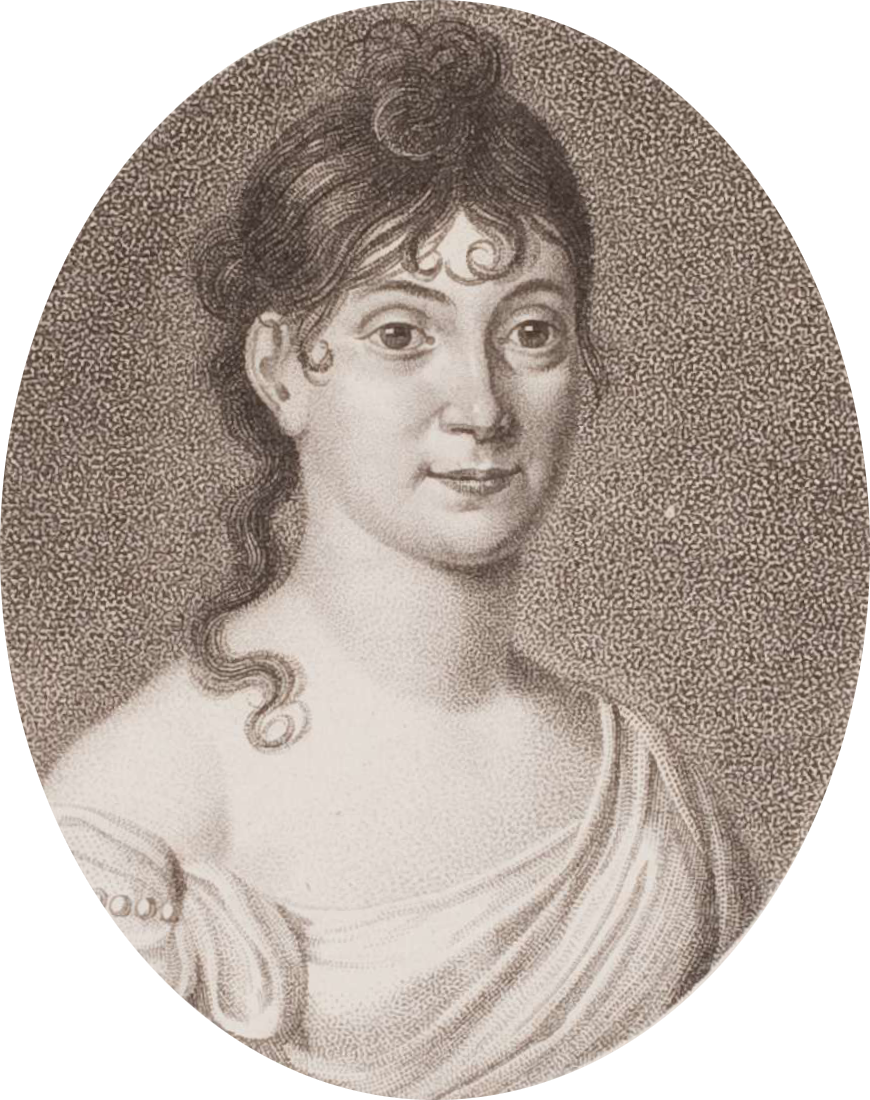
Margarete Luise Schick, Stich von Friedrich Wilhelm Bollinger, 1808

Margarete Luise Schick, geb. Hamel (* 26. April 1773 in Mainz; † 29. April 1809 in Berlin) war eine deutsche Opernsängerin (Sopran).

## Leben
Sie war die Tochter des Fagottisten Johann Nepomuk Hamel (1728–1792), der in Diensten des Mainzer Kurfürsten Friedrich Karl Joseph von Erthal stand. Ihre Mutter war Juliana Keller (geb. 1745).
Ihr Vater und die Sängerin und Gesangslehrerin Franziska Hellmuth förderten ihre natürlichen Gesangsanlagen schon früh, sodass sie bereits im Alter von 10 Jahren zum Unterricht beim damals berühmten Kapellmeister und Gesangslehrer Stephani nach Würzburg ging. In dieser Schule, deren Kosten der Kurfürst übernommen hatte, blieb Margarete fünf Jahre und debütierte nach dem Ende der Ausbildung 1788 in ihrer Geburtsstadt unter der Leitung Vincenzo Righinis, der dem kurfürstlichen Orchester in den Jahren 1788–1793 vorstand.
Bei der musikalischen Begleitung der Krönung von Kaiser Leopold II. 1790 in Frankfurt am Main trat sie als Sängerin unter der Leitung von Wolfgang Amadeus Mozart auf. 1791 heiratete sie Ernst Schick (1756–1815), den ersten Geiger der kurmainzischen Kapelle, der auch als Komponist hervortrat.

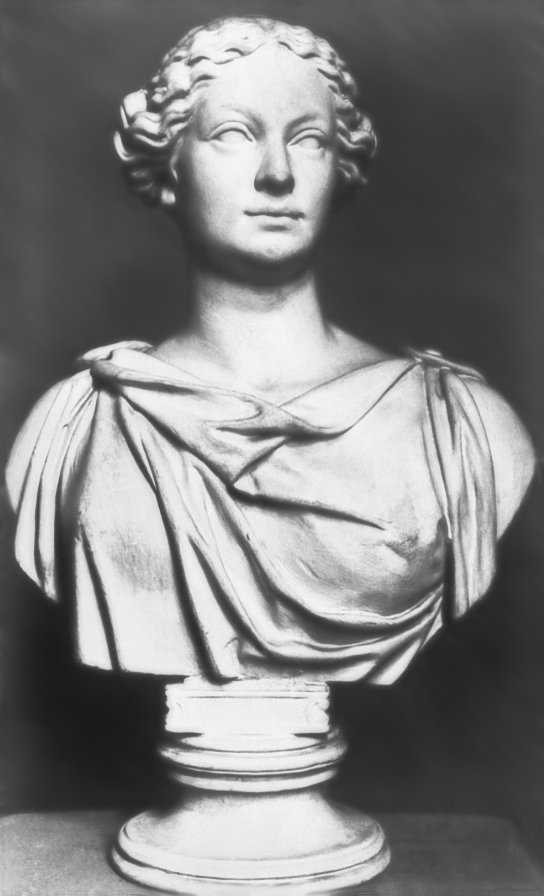
Margarete Luise Schick, Büste von Carl Friedrich Wichmann, 1809, ehemals Berlin, Theatermuseum

Nach einem Gastspiel in Hamburg erhielt sie 1793 ein Engagement an die Königliche Oper Berlin. Margarete Hamel-Schick feierte mit ihren Auftritten in Mozart- und Gluck-Opern Triumphe und galt als eine der bedeutendsten deutschsprachigen Sängerinnen ihrer Zeit.
Zu ihren wichtigsten Rollen zählten: 1797 „Myrrha“ (Winters Opferfest), „Antigone“ (Sacchinis Oedipus), 1799 „Dido“ (Piccinni), 1801 „Vitellia“ (Mozarts Titus), 1802 „Gräfin“ (Mozarts Figaro), 1805 „Armida“ von Gluck, 1808 „Eurydice“, „Malvina“ (Méhuls Uthal). Besonderes Interesse als Meisterin des tragischen Fachs erregte sie in den ihr von Bernhard Anselm Weber auf den Leib geschriebenen Rollen der „Hero“ (Monodrama von 1800) und der „Sulmalle“ (Duodrama von 1802).
Während der Proben zu Iphigénie en Aulide im Herbst 1808 erkrankte sie schwer. Die Ursache der Krankheit war vermutlich eine starke Erkältung, die eine ärztliche Behandlung notwendig machte, doch offenbar nicht richtig auskuriert wurde. Im Frühjahr 1809, noch nicht ganz genesen, probte sie im unbeheizten Berliner Dom Righinis Te Deum und erlitt wenige Tage später einen Durchbruch der aufsteigenden Halsarterie  (Arteria cervicalis ascendens), sie starb völlig unerwartet in den Armen ihres Mannes.
Am 3. Mai 1809 wurde sie feierlich auf dem Alten Domfriedhof der St.-Hedwigs-Gemeinde in der Liesenstraße beigesetzt.
Sie wurde Mutter von vier Kindern, drei Mädchen und den Sohn Friedrich (* 6. November 1794; 28. November 1860). Eines der Mädchen starb noch jung.
Ihre älteste Tochter Julie (* um 1790) war ebenfalls Sängerin und gehörte von 1807 bis 1811 der Berliner Oper an. Sie heiratete den Landrat Karl Friedrich Ludwig von Schaetzel (* 1794) und wurde Mutter der Sängerin Pauline von Schätzel.